# Samuel Benchetrit
Samuel Benchetrit (ur. 26 czerwca 1973 w Champigny-sur-Marne) – francuski scenarzysta, reżyser i aktor filmowy i teatralny.

## Życiorys
Jest synem Charles'a i Michèle Benchetrit. Lata swojego dzieciństwa spędził na paryskich przedmieściach w mieszkaniu o niskim standardzie. Jego bohaterem z lat dziecięcych był francuski aktor Christopher Lambert.
Zaczynał karierę w połowie lat 90. od realizowania filmów krótkometrażowych. Aktywnie pracował także jako reżyser teatralny, często współpracując z Jeanem-Louisem Trintignantem i jego córką Marie, z którą związał się prywatnie od 1998 roku i z którą ma syna Jules'a. Otrzymał także prawa rodzicielskie do jej syna Léona, którego biologicznym ojcem był Mathias Othnin-Girard.
W roku 2000 wyreżyserował 9-minutowy film Wiadomości z projektu L (Nouvelle de la tour L), który zdobył duże uznanie krytyków i otworzył mu drzwi do światowej sławy, a Benchetrit odebrał trzy nagrody za najlepszy europejski film krótkometrażowy na festiwalach filmowych: w Amiens (Francja), w Valladolid (Hiszpania) i na Williamsburg Brooklyn Film Festival w nowojorskim Brooklynie (USA).
15 stycznia 2001 roku ukazał się jego scenariusz spektaklu Komedia na dworcu (Comédie sur un quai de gare), opublikowany przez wydawnictwo Julliard. Jest to współczesna komedia romantyczna, a jej bohaterowie – 60-letni Charles i 30-letnia Michèle to autentyczne imiona rodziców Benchetrita. Spektakl ten wystawiany był przez wiele francuskich teatrów, m.in. paryski teatr Hebertot i Atelier Theatre Actuel w Narbonne. W obu tych inscenizacjach wystąpili: Jean-Louis i Marie Trintignant.
W jego debiutanckim filmie fabularnym – komedii Janis i John (Janis et John, 2003) wystąpiła trzy miesiące przed swoją tragiczną śmiercią jego żona Marie Trintignant (zm. 1 sierpnia 2003 roku w Neuilly-sur-Seine we Francji, w wyniku pobicia przez przyjaciela – muzyka rockowego Bertranda Cantata). W filmie zagrali również: François Cluzet, Sergi López, Christopher Lambert i Jean-Louis Trintignant.
Jako aktor filmowy zadebiutował rolą chłopaka francuskiej gwiazdy muzyki pop Lauren Waks (Emmanuelle Seigner) w dramacie muzycznym Kulisy sławy (Backstage, 2005).